# Breitschnabeltodi
Der Breitschnabeltodi (Todus subulatus) ist eine Vogelart aus der Familie der Todis (Todidae). Die sehr kleinen, aber auffällig gefärbten Vögel bewohnen vornehmlich trockene Landschaften auf der Karibikinsel Hispaniola und ernähren sich von Insekten, die sie oft von der Unterseite von Blättern picken. Gegenüber Artgenossen gelten sie als aggressiv und territorial. Der Fortbestand der Art gilt als nicht gefährdet.

## Merkmale

### Körperbau und Aussehen
Breitschnabeltodis sind allgemein sehr kleine Vögel, die mit einer Größe von circa 11,5 cm und einem Gewicht zwischen 7 und 7,5 g dennoch die größten Vertreter ihrer Familie sind. Der Körperbau erinnert mit einem runden Körper, einem verhältnismäßig großen Kopf und einem kurzen Schwanz an das Erscheinungsbild eines sehr kleinen Eisvogels. Der Schnabel ist lang, gerade und seitlich verbreitert. Ein äußerlich erkennbarer Sexualdimorphismus liegt bei der Art nicht vor. Das Gefieder ist am Rücken, der Haube und dem größten Teil des Gesichtsbereichs in einem leuchtenden Grün gefärbt. Wangen und Kinn sind matt-weiß, das nach hinten zunehmend in ein helles Grau übergeht. An der Kehle findet sich ein auffälliger, scharf abgegrenzter Fleck in scharlachrot. Einige Federn in diesem Bereich besitzen darüber hinaus feine, weiße Spitzen. Brust und Bauch sind weißlich oder leicht gelblich gefärbt, besonders an der Brust kann diese Färbung leicht grau oder pink verwaschen wirken. Die Unterschwanzdecken sind in hellem Schwefelgelb gefärbt. Die Konturfedern an den Flanken zeigen helle Rosa- oder Pinktöne und sind situationsabhängig aufstellbar. Die Oberseite der Flügel erscheint mit Ausnahme der grau gesäumten Schwungfedern mehr oder weniger einheitlich in der grünen Färbung der restlichen Oberseite. Die Arm- und Handdecken an der Unterseite sind hingegen zumeist gelblich gefärbt. Die Unterseite der Steuerfedern ist einheitlich grau, die Oberseite mit Ausnahme des ebenfalls grauen mittleren Teils der innersten Federn grün gefärbt. Die Iris des Auges zeigt ein dunkles Braun. Der Schnabel ist zweifarbig, mit einer schwarzen oberen und einer roten unteren Mandibel. Die unbefiederten Beine sind matt-rosa bis leicht gräulich gefärbt.

### Jungvögel
Das Jugendkleid ähnelt besonders an der Oberseite schon sehr dem Gefieder der Adulten. Unterschiede fallen vor allem im Bereich der Kehle ins Auge, wo die typische, kräftig-rote Färbung nur angedeutet zu sehen ist. Stattdessen dominieren hier bei den Jungvögeln noch blasse, bräunliche Gelbtöne. Der Rest der Vorderseite zeigt eine gelblich-weiße Grundfärbung, die von einem breiten, grauen Streifenmuster durchzogen wird. An den ansonsten gelben Unterschwanzfedern finden sich noch grünliche Einschläge. Die Wangen sind gelb-grau bis gelb-braun gefärbt. Die Kehle ist dunkler als bei älteren Vögeln und eher grau als weiß.

### Verwechslungskandidaten
Verwechslungen mit dem nah verwandten Schmalschnabeltodi (T. angustirostris) können, wo beide Arten gemeinsam angetroffen werden, leicht vorkommen. Neben dem namensgebenden, schmaleren Schnabel fehlen beim Schmalschnabeltodi die leicht gelblichen Federn im Brustbereich. Außerdem ist bei dieser Art die untere Mandibel des Schnabels nicht einheitlich rot gefärbt, sondern besitzt eine kleine, graue Spitze. Eine eindeutige Unterscheidung der beiden Arten ist jedoch oft nur anhand von Beobachtungen des Verhaltens oder durch einen Vergleich der Lautäußerungen der Vögel möglich. Die ebenfalls optisch sehr ähnlichen, weiteren Vertreter der Gattung Todus kommen allesamt nicht auf Hispaniola vor.

## Habitat und Lebensweise
Der Breitschnabeltodi bewohnt tendenziell eher trockene Landschaftsformen wie offenes Buschland und Halbwüsten. Darüber hinaus werden auch lichte primäre und sekundäre Wälder, Plantagen und auf der Samaná-Halbinsel auch Mangroven besiedelt. Dichte Regenwälder werden hingegen eher selten als Lebensraum genutzt, jedoch nicht grundsätzlich gemieden. Die Vögel leben solitär oder in Paaren und gelten als ausgesprochen territorial, eindringende Artgenossen werden aggressiv aus der Umgebung verjagt. Gegenüber Menschen zeigen sie hingegen in der Regel keine Scheu, es ist oftmals möglich, sich ihnen bis auf wenige Meter zu nähern, bevor sie schließlich die Flucht ergreifen. Die Territorien werden das ganze Jahr über bewohnt und verteidigt, eine Migration findet nicht statt. Ziehen andere Vogelarten als gemischte Schwärme durch das Territorium, schließen sich Breitschnabeltodis diesen zeitweilig an, bis der Schwarm den eigenen Heimatbereich wieder verlässt. Die Fortbewegung wirkt unruhig und hektisch, mit vielen kurzen schnellen Flügen von selten mehr als 40 m.

### Ernährung
Breitschnabeltodis ernähren sich fast ausschließlich insektivor und nehmen opportunistisch eine große Bandbreite verschiedenster Gliederfüßer als Nahrung an. Dokumentiert sind Exemplare aus fast 50 Familien, darunter Grashüpfer, Käfer, Schmetterlinge, Kakerlaken, Spinnen oder Ameisen. Ergänzt wird der Speiseplan gelegentlich durch Insekteneier. Von anderen Todi-Arten ist darüber hinaus bekannt, dass sie sehr selten auch kleine Anolis-Echsen erbeuten. Möglicherweise trifft dies auch auf den Breitschnabeltodi zu. Wie alle Todis nutzt auch der Breitschnabeltodi eine eher ungewöhnliche, charakteristische Jagdmethode, bei der die Beute aus dem Flug heraus von der Unterseite eines Blattes oder Zweiges gepickt wird. Oftmals werden mehrere solcher Jagdvorgänge miteinander verkettet, bevor die Vögel kurzzeitig zu einer Sitzwarte zurückkehren. Vornehmlich in trockeneren Habitaten werden auch die Oberseiten der Vegetation nach Fressbarem abgesucht, was den Eindruck einer Abfolge kurzer Hüpfer von Blatt zu Blatt hinterlässt. Seltener werden auch konventionellere Jagdmethoden wie die Verfolgung von fliegender Beute oder das Absuchen von Stämmen angewendet. Am Boden suchen die Vögel hingegen fast nie nach Nahrung.

### Fortpflanzung

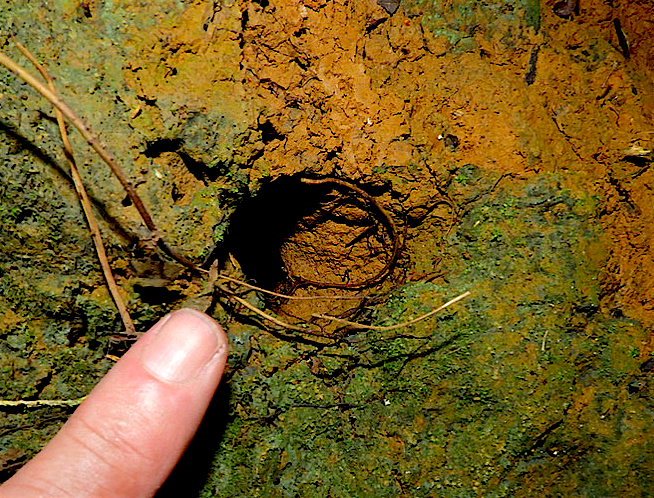
Eingang zur Brutröhre eines Breitschnabeltodis

Breitschnabeltodis sind monogame Vögel mit einem recht auffälligen Balzverhalten. Die Partner jagen einander in engen Verfolgungsflügen durch die teils dichte Vegetation. Ihre kurzen Flügel erzeugen dabei ein typisches, rasselndes oder surrendes Geräusch. In anderen Situationen wird das Gefieder in sitzender Position aufgeplustert und die Flügel leicht angehoben. Dabei fallen besonders die pinken Federn an den Flanken auf, die sich am Höhepunkt dieser Zurschaustellung fast am Rücken zu treffen scheinen. Der übrige Körper wirkt dabei fast vollständig rund, Flügel und Schwanz sind kaum noch auszumachen. Gelegentlich wird die Paarbindung durch die Übergabe von Nahrung gefestigt. Das Weibchen signalisiert seine Paarungsbereitschaft, indem es zunächst mit den Flügeln schlägt und diese anschließend ausbreitet. Der Schwanz wird steil nach oben gereckt. Breitschnabeltodis nisten in röhrenförmigen Erdhöhlen, die sie mehr oder weniger horizontal in die Wände niedriger, vertikaler Hänge graben. Bevorzugt werden dafür Standorte gewählt, die relativ dicht bewachsen sind, um den Eingang zum Nest für Fressfeinde weniger sichtbar zu machen. Dies erschwert den Vögeln jedoch häufig das Ausgraben, das bis zu acht Wochen in Anspruch nehmen kann. Treffen die Breitschnabeltodis dabei auf Hindernisse, wie etwa große Wurzeln oder wird das geplante Nest überschwemmt, so wird dieses aufgegeben und ein neuer Versuch in der näheren Umgebung gestartet. An der Konstruktion beteiligen sich beide Partner, wobei das Weibchen häufig einen etwas größeren Anteil übernimmt. Der Schnabel wird dabei wie ein Meißel eingesetzt, die gelockerte Erde anschließend mit den Füßen aus dem Loch geschoben. Am Ende entsteht eine Röhre von 30 bis 60 cm Länge, die nur durchschnittlich 3,7 × 4,0 cm breit ist. Einige Paare können bereits im September mit dem Bau beginnen, während die letzten Nester erst im Juni des Folgejahres fertiggestellt werden. Zwischen April und Juli legen die Weibchen ein bis vier unmarkiert weiße Eier mit einer Größe von 15,9 bis 18,0 × 13,3 bis 15,0 mm. Die Inkubationszeit liegt bei zwei bis drei Wochen. Obwohl beide Eltern Brutflecken entwickeln werden die Eier nur in kurzen Intervallen bebrütet und sind recht häufig unbeaufsichtigt. Auch nach dem Schlüpfen der Jungen werden diese kaum gehudert, die Altvögel schaffen jedoch große Mengen an Nahrung heran. Die Jungen sind nach der Geburt zunächst nackt, erst nach einigen Tagen entwickelt sich ein erstes Federkleid. An den Fersen besitzen die Nestlinge ein dickes Polster geschwollener Haut, das eine Anpassung an den rauen Untergrund des Röhrennests darstellt und sich erst in etwa zeitgleich mit dem Flüggewerden zurückbildet. Bis dahin vergehen weitere zwei bis drei Wochen.

### Stimme
Wie fast alle Todis sind auch Breitschnabeltodis laute, aber eher unmelodisch singende Vögel. Ihre von einer Sitzwarte aus vorgetragenen Rufe klingen meist leicht nasal und klagend. Die am häufigsten gehörte und als Gesang interpretierte Lautäußerung ist ein monotones, pfeifendes terp-terp-terp. Es kommt offenbar bei der Paarbildung und zur Abgrenzung des eigenen Territoriums zum Einsatz. Bei Erregung oder während Auseinandersetzungen sind eher trillernde, schnatternde Laute zu hören. Während der Brutzeit werden außerdem gutturale Laute genutzt, deren genaue Funktion noch unklar ist. Das ebenfalls während der Brutzeit zu hörende, mit den Flügeln erzeugte Surren wird offenbar bewusst erzeugt, da die Vögel durchaus auch zu lautlosen Flügen in der Lage sind.

## Verbreitung und Gefährdung

Verbreitungsgebiet des Breitschnabeltodis

Der Breitschnabeltodi ist ein endemischer Bewohner der Karibikinsel Hispaniola und der vorgelagerten Île de la Gonâve, wo er in etwa bis auf Höhen von 1700 m angetroffen werden kann. Im dominikanischen Ostteil der Insel kommt er in etwas größeren Populationsdichten vor als im haitianischen Westteil. Bei Hispaniola handelt es sich um die einzige Insel, auf der mehr als ein Vertreter der Todis vorkommt. Der etwas kleinere Schmalschnabeltodi bevorzugt allerdings eher die höhergelegenen und feuchteren Regionen der Insel. Sympatrisch kommen beide Arten nur in der Sierra de Baoruco und Teilen der Cordillera Central vor. Obwohl beide Arten ein ähnliches Beutespektrum aufweisen, stehen sie selten in direkter Nahrungskonkurrenz zueinander, hauptsächlich weil Breitschnabeltodis generell in tieferen Straten der Vegetation jagen als ihre Verwandten. Teilen sich beide Arten einen Lebensraum verstärkt sich diese Tendenz weiter. Die IUCN führt den Breitschnabeltodi mit Stand 2016 auf der niedrigsten Gefährdungsstufe least concern („nicht gefährdet“). Obwohl der Organisation keine konkreten Populationszahlen vorliegen, sind die Bestände offenbar tendenziell abnehmend. Als mögliche Bedrohungen für den Fortbestand der Art gelten neben der Zerstörung ihres Lebensraums vor allem die Prädation durch eingeschleppte Raubtiere wie den Kleinen Mungo (Herpestes javanicus), die Eier und Nestlinge erbeuten. Darüber hinaus hat die zunehmende Verwendung von Insektiziden im Umfeld touristischer Anlagen eine negative Auswirkung auf die Verfügbarkeit von Beutetieren. Eine weitere potenzielle Bedrohung stellt das Ausgraben der Erdnester durch die lokale Bevölkerung dar, wobei sowohl die Eier als auch die ausgewachsenen Vögel gelegentlich verzehrt werden.

## Systematik
Die Erstbeschreibung des Breitschnabeltodis stammt aus dem Jahr 1847 und geht auf den britischen Ornithologen George Robert Gray zurück. Der Holotyp stammt von einem unbekannten Ort auf Hispaniola. Als wissenschaftlichen Namen der neuen Art vergab Gray das Binomen Todus subulatus, wobei das Artepitheton in etwa als „Ahle-förmig“ übersetzt werden kann. Es nimmt vermutlich Bezug auf die Schnabelform der Vögel. Die Art gilt als monotypisch, geografische Variationen fehlen ebenfalls. Obwohl eine besonders enge Verwandtschaft zum Schmalschnabeltodi auf Grund der morphologischen Ähnlichkeiten und des sympatrischen Verbreitungsgebiets naheliegend ist, deuten phylogenetische Untersuchungen anhand der mitochondrialen DNA der Vögel eher darauf hin, dass stattdessen der auf Puerto Rico heimische Gelbflankentodi (T. mexicanus) der nächste Verwandte des Breitschnabeltodis sein dürfte. Der Schmalschnabeltodi scheint hingegen eher dem auf Kuba endemischen Vielfarbentodi (T. multicolor) nahezustehen.